# Penyes d'Egipte
Penyes d'Egipte este o arie protejată (arie specială de conservare — SAC, sit de importanță comunitară — SCI) din Spania întinsă pe o suprafață de 44,34 ha, integral pe uscat.

## Localizare
Centrul sitului Penyes d'Egipte este situat la coordonatele 39°57′10″N 4°12′02″E / 39.9527°N 4.2005°E.

## Înființare
Situl Penyes d'Egipte a fost declarat sit de importanță comunitară în iulie 2010 pentru a proteja 11 specii de animale. Situl a fost protejat și ca arie specială de conservare în martie 2015.

## Biodiversitate
Situată în ecoregiunea mediteraneană, aria protejată conține 5 habitate naturale: Iazuri temporare mediteraneene, Pajiști uscate europene, Ape oligotrofe în general din solurile nisipoase vest-mediteraneene, cu un conținut foarte redus de minerale, cu Isoetes spp., Păduri de Quercus ilex și Quercus rotundifolia, Pante stâncoase silicioase cu vegetație casmofită.
La baza desemnării sitului se află mai multe specii protejate:
- păsări (10): fâsă-de-câmp (Anthus campestris), pasărea ogorului (Burhinus oedicnemus), caprimulg (Caprimulgus europaeus), porumbel (Columba livia), ciuf-pitic (Otus scops), turturică (Streptopelia turtur), silvie cu cap negru (Sylvia atricapilla), silvie de tufiș (Sylvia undata), strigă (Tyto alba), pupăză (Upupa epops)
- reptile (1): țestoasă bănățeană (Testudo hermanni)

Pe lângă speciile protejate, pe teritoriul sitului au mai fost identificate 2 specii de plante, 1 specie de amfibieni.